# Сходження чорного місяця
Сходження чорного місяця (англ. Dark Moon Rising) — американський фільм 2009 року.

## Сюжет
Дівчина з маленького містечка знайомиться із загадковим хлопцем, вони закохуються. Тільки в цьому випадку, хлопець приносить з собою сімейне прокляття і неймовірний жах, який обрушується на містечко.

## У ролях
- Макс Райан — Бендер
- Марія Кончіта Алонсо — Сем Пантоя
- Кріс Малкі — Джон
- Сід Хейг — Божевільний Луї
- Джинні Вейрік — Емі
- Кріс Дівеккіо — Ден
- Біллі Драго — Чарльз Тібодо
- Лін Шей — Санні
- Аріель Ванденберг — Ніколь
- Ріккі Гань — Стейсі